# Flora Veit-Wild
Flora Veit-Wild, geborene Flora Veit (* 18. Mai 1947 in Wiesbaden) ist eine deutsche Literaturwissenschaftlerin. Sie war von 1994 bis 2012 Professorin für Afrikanische Literaturen und Kulturen an der Humboldt-Universität zu Berlin.

## Ausbildung
Flora Veit ist eine Tochter des Wirtschaftswissenschaftlers Otto Veit und eine Urenkelin des Arztes Ernst von Leyden. Sie studierte Romanistik und Germanistik an den Universitäten in Freiburg und Berlin und schloss das Studium 1972 mit dem Ersten Staatsexamen für das Höhere Lehramt (Deutsch und Französisch) ab. Die Referendariatszeit in Essen 1972 bis 1974 beendete sie erfolgreich mit dem Zweiten Staatsexamen.

## Berufliche Laufbahn
Zwischen 1974 und 1982 arbeitete sie – mit Unterbrechungen – als Französisch- und Deutschlehrerin an Sekundarschulen und in der Erwachsenenbildung in Essen und Nürnberg. Ab 1974 war sie aktives Mitglied im maoistischen Kommunistischen Bund Westdeutschland (KBW). Da sie aufgrund eines Parteibeschlusses eine Vorladung zur Überprüfung ihrer Verfassungstreue nach dem Radikalenerlass verweigerte, wurde sie aus dem öffentlichem Dienst entlassen. Auch verschiedene andere Anstellungen verlor sie aufgrund ihrer Parteimitgliedschaft. Nach dem Umzug nach Nürnberg 1978 unterrichtete sie an einer Privatschule. Veit-Wilds Ehemann, der ebenfalls aufgrund des Radikalenerlasses aus dem Schuldienst entlassen worden war, hatte in der Zwischenzeit eine Ausbildung zum Werkzeugmacher abgeschlossen. Er nahm 1982 eine Stelle als technischer Ausbilder in Simbabwe an, das zwei Jahre zuvor unabhängig geworden war und nun von der Zimbabwe African National Union (ZANU) regiert wurde, einer Verbündeten des KBW.
Von Ende 1982 bis 1993 lebte Flora Veit-Wild mit ihrem Mann und ihren beiden Kindern in Harare (Simbabwe). Dort unterrichtete sie bei der neugegründeten Deutsch-Simbabwischen Gesellschaft Deutsch als Fremdsprache, nahm für das Goethe-Institut Sprachprüfungen ab, schrieb für deutsche Zeitungen Artikel über simbabwische Literatur. Sie organisierte Kulturveranstaltungen, gehörte 1990 zu den Gründungsmitgliedern von Zimbabwe Women Writers und wurde Vorstandsmitglied der Deutsch-Simbabwischen Gesellschaft. 1991 wurde sie bei Dieter Riemenschneider an der Universität Frankfurt im Fach Anglistik promoviert. Ihre Dissertation über die Sozialgeschichte der simbabwischen Literatur erschien 1992 als Buch. Nach Lehraufträgen an den Universitäten Mainz und Hannover (1993–1994) war sie von September 1994 bis zum Sommersemester 2012 Professorin für Afrikanische Literaturen und Kulturen am Institut für Asien- und Afrikawissenschaften der Humboldt-Universität zu Berlin. Als Gastdozentin lehrte sie an der Universität Yaoundé (2001), der University of California, Santa Cruz (2002/03) und der Universität Stellenbosch (2011).
Mit dem simbabwischen Schriftsteller Dambudzo Marechera verband Flora Veit-Wild zeitweise eine Liebesbeziehung, später eine enge Freundschaft. Nach seinem Tod 1987 verantwortete sie die Sammlung und Herausgabe seines literarischen Nachlasses. Von einer Episode aus der Beziehung der beiden handelt der 2014 veröffentlichte Kurzfilm Flora and Dambudzo der Regisseurin Agnieska Piotrowska. Veit-Wild ist stellvertretende Vorsitzende der Deutsch-Simbabwischen Gesellschaft.

## Veröffentlichungen
(Auswahl)
- Patterns of Poetry in Zimbabwe. Mambo Press, Gweru (Simbabwe) 1988.
- Survey of Zimbabwean writers: educational and literary careers (= Bayreuth African Studies Series. Band 27). Breitinger, Bayreuth 1992.
- Teachers, preachers, non-believers. A social history of Zimbabwean literature. Zell, London [u. a.] 1992.
- Karneval und Kakerlaken. Postkolonialismus in der afrikanischen Literatur. Antrittsvorlesung 8. Februar 1995 (= Öffentliche Vorlesungen. Band 77). Humboldt-Universität zu Berlin 1996.
- They Called You Dambudzo. Jacana Media Ltd., Johannesburg 2020, ISBN 9781431430499.